# 포파스나 전투
2022년 4월 중순, 포파스나에서 우크라이나군과 러시아 연방군 간의 군사 교전이 시작되었다. 5월 7일, 도시는 러시아의 통제 하에 놓였다.

## 배경
포파스나는 돈바스 전쟁과 러시아의 우크라이나 침공의 동부 전선에서 분리주의 세력의 주요 도로 교차로가 많아 중요한 지역 중심지이다. 수년간의 돈바스 전쟁 동안 우크라이나군과 분리주의 세력 간의 장기적인 전투가 빈번하게 발생했다. 2022년 초 러시아의 전면 침공 이전에 우크라이나군은 트로이츠케, 노보올렉산드리우카와 같은 포파스나 주변의 여러 정착촌과 히르스케, 노보토시키우스케, 졸로테 마을을 통제하고 있었다. 침공 전 포파스나의 인구는 약 22,000명이었다.

## 전투
루간스크 인민공화국(LPR)과 러시아 연방군 병력은 4월 18일 포파스나로 진격하기 시작했다.
4월 중순, 러시아군과 LPR군은 포파스나 지역의 우크라이나군 진지에 포격과 공습을 가했다. 교전과 포격이 계속되면서 최전선 지역의 민간인들은 대피를 위해 지하로 피신했다. 그러나 4월 18일, 전쟁 연구소에 따르면 러시아군은 지상에서 거의 진전을 보이지 못했다. 친러시아 소식통에 따르면, 러시아-LPR군은 밤샘 우크라이나군 반격 이후 4월 20일 이 지역에 더 많은 포격과 미사일 공격을 가했다. 같은 날, 체첸 지도자 람잔 카디로프는 "NATO 교관들과 협력했던 우크라이나 민족주의자"인 헤나디이 셰르박이 포파스나에서 사망했다고 주장했다.
4월 21일, 이 지역을 방어하는 주요 부대 중 하나인 우크라이나 우크라이나 제24기계화여단은 포파스나 안팎에서 벌어진 밤샘 교전에서 친러시아 용병 부대원 25명을 사살했다고 주장했다. 우크라이나 국가안보국방위원회 의장 올렉시 다닐로프는 사망한 부대원들의 시신에서 리비아와 시리아 신분증이 발견되었다고 전했다. 제24기계화여단은 자신들의 공격을 성공적으로 격퇴했으며, 이들이 바그너 그룹 소속의 외국인 전투원과 시골 출신의 러시아 시민일 가능성이 있다고 시사했다. 다닐로프는 포파스나가 여전히 우크라이나의 완전한 통제 하에 있다고 말했지만, 루한스크 지역 행정부 의장 세르히 하이다이는 도시에 대한 격렬한 전투가 계속되고 있다고 말했다.
4월 22일, 세르히 하이다이는 러시아군이 포파스나에서 실패했다고 선언했다. 동시에 하이다이는 러시아군과 LPR군이 루한스크 영토의 80%를 통제하고 있다고 말했다. 그러나 2주 후인 5월 7일, 이 도시는 바그너 그룹 소속 러시아 용병 부대에 의해 점령된 것으로 알려졌다. 이 도시는 전투로 인해 황폐화되었고, 체첸 카디로프치가 전투의 마지막 단계에 참여했을 것으로 의심되었다. 하이다이는 우크라이나군이 철수했음을 확인했다.
5월 7일, 하이다이는 처음에 자신의 텔레그램 채널에서 러시아군이 도시의 절반만 통제하고 있다고 말했지만, 나중에 우크라이나군이 포파스나에서 철수했음을 인정했다. 서방의 평가로는 포파스나는 완전히 러시아의 통제 하에 있었다. 친러시아 텔레그램 채널인 RIA FAN에 따르면, 러시아군과 LPR군은 도시 내에 새로운 러시아 지원 정부를 세우기 시작했고, 더 큰 공세의 일환으로 서쪽으로 계속 진격했다.

## 여파
8월, 우크라이나 포로의 머리와 손이 말뚝에 박힌 영상과 사진이 공개되었다. 영상에는 포로로 잡힌 병사의 훼손된 시신과 그의 머리가 나무 말뚝에 박히고 양쪽에 금속 스파이크에 손이 놓인 채 집 정원 앞에 놓여 있는 모습이 담겨 있었다. 이 영상은 7월 말에 촬영된 것으로 보이며, 지리적 위치로 볼 때 포파스나 중심부와 가까웠다. 한 사진의 벽에 있는 표지판에는 "21 Nahirna Street"라고 쓰여 있었다. 이 영상과 사진은 하이다이가 자신의 텔레그램 채널에 게시했다. 소셜 미디어에서의 영상 반응은 가혹했다. 망명한 러시아 사업가 미하일 호도르콥스키는 이 이미지를 러시아 당국이 러시아어를 사용하는 사람들의 문화적, 정치적 연합을 지칭하는 선전 용어인 "루스키 미르"의 한 예라고 묘사했다. 올렉산더 셰르바, 전 오스트리아 주재 우크라이나 대사는 이 사건을 전쟁 범죄라고 묘사했다.

## 같이 보기
- 러시아-우크라이나 전쟁 개요
- 바흐무트 전투